# V-Rally
V-Rally, originalmente lançado como V-Rally: 97 Championship Edition na Europa, e V-Rally: Championship Edition no Japão, é um jogo eletrônico de corrida desenvolvido pela Infogrames Multimedia e publicado em parceria com a Electronic Arts em 1997 para PlayStation e Windows.
Apesar de não integrar a série Need for Speed, o jogo também foi comercializado como Need for Speed: V-Rally na América do Norte devido a falta de interesse do público Americano em jogos de rali.

## Jogabilidade
No jogo você pode correr com 15 carros (10 carros já disponíveis, e 5 liberados depois) em 10 pistas de rally, garantindo muita lama e sujeira. Existem 3 modos de corridas, o Adventure, Action e Secret.
V-Rally foi considerado o melhor jogo de rali em 1997, e foi o 4º jogo de corrida mais vendido no ano.